# Эр-Рутба
Эр-Рутба (араб. الرطبة‎) — город в Ираке в провинции Анбар. Город находится в стратегически важном месте на трассе Амман-Багдад. В связи с тем, что здесь выпадает 114 мм осадков в год, он считается «влажным местом».
Ар-Рутба начинался как остановка для рейсов Imperial Airways в начале 20-го века, а также служил водопойной для Nairn Transport Company . В декабре 1934 года в шестнадцати километрах к югу от Ар-Рутбы разбился знаменитый голландский самолет Uiver , все находившиеся на борту погибли. Во время англо-иракской войны в 1941 году Ар-Рутба стал местом столкновения между британскими войсками, включая Арабский легион , и войсками, верными Рашиду Али аль-Гайлани .
После вторжения сил США в Ирак в 2003 году возле Эр-Рутбы была размещена одна из баз оккупационных войск.

## География
Рутба находится в 110 км от границы Ирака и Иордании, а также от границы Ирака и Саудовской Аравии.

## История

### Британская администрация
Во время британского управления Ираком, известного как Подмандатный Ирак, Рутба-Уэллс , как он тогда назывался, был местом отдыха для рейсов Имперские авиалинии  из Великобритании в Индию и Персидский залив . Имперские авиалинии использовали старый форт в Рутба-Уэллс в качестве дома отдыха — однако, «обычной жалобой зимой был холод, поскольку строители в Рутба-Уэллс, по непонятной причине, не предусмотрели каминов или дымоходов».Самолеты следовали из Каира в Газу , в Рутба-Уэллс и в Багдад .Согласно исследованию, проведенному Люси Бадд из Университета Лафборо , взлетно-посадочная полоса и дом отдыха в Рутба-Уэллс были специально построены для Имперских авиалиний иракским правительством и выделены отряду вооруженных солдат для защиты от враждебных племен. Один пассажир написал о «незабываемых впечатлениях от прибытия в самую заброшенную и необычную гостиницу в мире», в то время как другой заметил об «абсурдности спуска  к английскому завтраку с ветчиной и яйцами посреди пустыни». Пассажиры не должны были садиться или выходить в Ратбах-Уэллс.
Город также был водной остановкой на сухопутном пути из Багдада в Дамаск , который вела компания Nairn Transport Company , известная как Nairn Way. Путешественники, которые останавливались в Рутбе, останавливались в форте.  Среди тех, кто останавливался в Rutbah Wells, следуя по Nairn Way, была Мэри Брюинз Эллисон .
В 1927 году британцы построили форт в Рутбе. В 1929 году, когда Фрэнсис Чичестер совершил свой одиночный перелет в Новую Зеландию на самолете de Havilland DH.60 Moth , он остановился в Рутбе Уэллс. В своей автобиографии « Одинокое море и небо » Чичестер описал его следующим образом: «Рутбе Уэллс был романтическим местом посреди пустыни, большим квадратным фортом со зданиями, примыкавшими к высоким стенам. Внутри были караваны верблюдов и отряд иракской пехоты». Он также написал, что в форте работал механик Имперских авиалиний, который помог ему отремонтировать самолет, и что он остался на ночь в комнате иракского офицера.
19 декабря 1934 года самолет Uiver выполнял нерегулярный рейс из Амстердама в Батавию . 21 декабря в шестнадцати километрах к югу от Ратбах-Уэллс самолет был найден полностью разрушенным пилотом Королевских ВВС. Самолет был KLM DC -2 . Это был первый полет самолета после того, как он занял второе место в авиагонках MacRobertson Air Race , которые состоялись в октябре 1934 года. Все четыре члена экипажа и три пассажира погибли, включая голландского медиамагната Доминика Виллема Берретти. Расследование крушения показало, что причиной крушения, скорее всего, стала плохая погода, и что «подозревались плохие летные характеристики DC-2 во время сильного дождя».

### Англо-Иракская война
Во время англо-иракской войны 1941 года силы, верные Рашиду Али, взяли под контроль форт 2 мая 1941 года. В ответ на это бомбардировщики Blenheim V из 203-й эскадрильи RAF сбросили бомбы на форт и вокруг него. Форт был отбит силами Арабского легиона при поддержке 2-й бронетанковой роты RAF после того, как защитники форта покинули его ночью 10 мая

### Война в Персидском заливе
До войны в Персидском заливе иракское правительство установило Центр операций перехвата  в Эр-Рутбе, который был разработан для обеспечения местного управления противовоздушной обороной. Различные IOC были связаны через обширную сеть оптоволоконных коммуникаций. IOC подчинялись Национальному центру операций противовоздушной обороны, базирующемуся в Багдаде, который контролировал противовоздушную оборону на национальном уровне. В конце 1980-х годов иракское правительство также расширило свой объект в Ар-Рутбе для производства кислот и других химических соединений. Оно также могло создать в этом районе комплекс под названием «Проект 9320», на котором было три завода по производству вторичных химикатов, используемых при производстве нервно-паралитического газа.
22 января 1991 года самолет Tornado Королевских ВВС врезался в землю в Ар-Рутбе во время выполнения задания по атаке наземных целей на малой высоте. Пилот, командир эскадрильи Гэри Леннокс, и второй пилот, командир эскадрильи Пол Уикс, погибли.Сообщалось, что они атаковали радиолокационную станцию.Также предполагалось, что причиной крушения стали либо проблемы с приборами ночного видения, либо вспышки от зенитной артиллерии, отвлекавшие внимание. Российские и иракские источники утверждают, что этот самолет был сбит иракским истребителем МиГ-29 , вооруженным ракетой Р-60, пилотируемым Джамилем Сэйхудом, который позже разбил свой самолет во время маневрирования McDonnell Douglas F-15 Eagle, пилотируемым Сезаром Родригесом.

### Под оккупацией США
После вторжения в Ирак в 2003 году , 9 апреля 2003 года, к городу подошли силы специального назначения армии США под командованием майора Джеймса А. Гаврилиса.Федаины Саддама все еще занимали его, и каждый раз, когда приближались люди Гаврилиса, «Ар-Рутба превращалась в осиное гнездо, а огонь из стрелкового оружия превращался в пулеметный и ракетный огонь». Гаврилис открыл каналы связи с теми, кто находился внутри города, пытаясь донести до них, что они «больше заботятся о людях Ар-Рутбы, чем федаины». В конце концов им удалось войти в город и по ним не открыли огонь. Они зачистили известные позиции противника, и Гаврилис обнаружил полицейский участок, который он решил сделать штаб-квартирой своей роты. Через два часа после их прибытия Гаврилис вызвал гражданских администраторов, начальника полиции и вождей племен города, чтобы обсудить будущее гражданское управление городом.
После того, как силы специального назначения покинули город, 3-й бронетанковый кавалерийский полк армии США взял на себя ответственность за этот район и проводил операции с аванпоста примерно в 10 милях к западу, известного как FOB Buzz, ранее небольшого иракского военного объекта около заброшенного аэродрома H3. Капитан армии, назначенный на FOB Buzz, был обвинен и предан военному суду за организацию имитации казни иракских заключенных.
В 2004 году морские пехотинцы из полковой боевой группы 7 сменили солдат армии и взяли город под контроль, решив активнее взаимодействовать с населением. К июлю 2004 года FOB Buzz был переименован в Camp Korean Village, выступая в качестве базы материально-технического обеспечения морской пехоты. База служила региональным аэродромом, местом отдыха конвоев, госпиталем для лечения шоковых травм и штаб-квартирой местного гарнизона морской пехоты. Основными военными целями подразделений морской пехоты, приписанных туда, было пресечение потока боевиков-повстанцев и оружия с иорданской и сирийской границ. Прилегающие пункты въезда на границу и шоссе рассматривались как ключевой маршрут для проникновения иностранных боевиков и оружия по пути к тому, что американское военное командование называло «суннитским треугольником» .
26 января 2005 года вертолет морской пехоты CH-53E Super Stallion потерпел крушение за пределами города, в результате чего погибли 30 морских пехотинцев и один санитар ВМС . Это был самый смертоносный день для американских войск в иракском конфликте. Причиной крушения стал сильный штормовой ветер, который налетел на них неожиданно. В 2005 году Джеймс Ванденберг, «боевой архитектор», составил план новой больницы в Ар-Рутбе, поскольку их предыдущая больница была разрушена еще в 2003 году. Строительство началось в сентябре 2005 года. Ежедневные операции морской пехоты в городе с августа 2004 года по март 2005 года были описаны в книге «Семестр в песочнице: журнал иракской войны резервиста морской пехоты».
Ранним утром 4 января 2006 года гражданин Ирака Аднан Эйд Аббас умер в заключении США по пути из своего дома в Ар-Рутбе в лагерь Корейская деревня. К марту 2006 года город охранялся подразделениями 3-го легкобронированного разведывательного батальона и иракской стрелковой ротой из 3-й бригады 7-й пехотной дивизии иракской армии. Американские и иракские силы построили насыпь высотой 2,1 м и шириной 6,1 м, чтобы ограничить доступ в город со всех, кроме 3 охраняемых контрольно-пропускных пунктов.Это было сделано для того, чтобы ограничить контрабанду оружия и взрывчатых веществ в город и заставить повстанческие элементы прятать тайники с оружием в открытой пустыне, а также сократить количество придорожных бомб внутри населенных пунктов.
В июле 2006 года возросшее насилие и беззаконие в Багдаде вынудили перевести 4-14 кавалерийский эскадрон армии США из городов Равах и Ана в северной провинции Анбар в Багдад с целью усиления безопасности там. Разрыв в силах был первоначально восполнен персоналом и ресурсами из 3-го LAR в Рутбе.
В сентябре 2006 года Рутба была снова передана 2-му LAR 3-м LAR.
В начале 2007 года правительство Рутбы продвинулось в переходе к обеспечению собственной безопасности. Усилия города включали набор около 200 человек для отправки в учебную академию иракской полиции для повышения эффективности противоповстанческих практик.
В марте 2009 года морпехи передали контроль над лагерем Корейская деревня командиру 2-142 пехотного полка 56-й IBCT 36-й пехотной дивизии, которая является подразделением Национальной гвардии армии Техаса. Затем контроль был передан командиру 186-го INF Орегонской национальной гвардии. Лагерь был передан иракской армии 1 мая 2010 года.

### ИГИЛ
Исламское государство Ирака и Леванта (ИГИЛ) начало наступление в июне 2014 года в рамках своей кампании в Анбаре , которая включала захват большей части провинции Анбар. 19 июня силы ИГИЛ захватили Аль-Каим , а вечером 21 июня силы ИГИЛ также захватили Эр-Рутбу. 22 июня 2014 года член местного совета сообщил The New York Times, что «около пятидесяти транспортных средств, полных боевиков и оружия, прибыли из долины Хауран и после спорадических столкновений с полицией взяли под контроль центральный город. Затем они оставили группу из них, чтобы защитить город, а затем направились к границе».24 июня в результате налета сирийских ВВС на Рутбу, чтобы оказать помощь иракской армии во время наступления на Северный Ирак в 2014 году , было убито по меньшей мере 50 боевиков ИГИЛ.
В сентябре 2014 года сообщалось, что пара была осуждена за прелюбодеяние в суде ИГИЛ в Эр-Рутбе и забита камнями до смерти. По-видимому, их вывели перед толпой из 200 жителей, и восемь бойцов ИГИЛ забросали камнями. Анонимный свидетель сказал: «Они привели мужчину и женщину, связали им руки и закрыли лица и начали забрасывать камнями».
Один авиаудар 31 июля 2015 года привел к гибели до 46 мирных жителей, и от 30 до 70 человек получили ранения. Некоторые из убитых были детьми, и большинство жертв были из пяти семей в городе. Происхождение авиаудара было неопределенным, поскольку ни иракское правительство, ни коалиционные силы не признали нанесение удара вблизи Эр-Рутбы в тот день. Организация Объединенных Наций выразила «серьезную обеспокоенность» по поводу этой проблемы, и губернатор провинции Анбар Сухаиб аль-Рави начал расследование нападения.
В конце августа 2015 года авиаудар коалиции под руководством ВВС США уничтожил завод по производству автомобильных бомб на окраине Ар-Рутбы. Бригадный генерал США Кевин Киллеа описал этот завод как «стратегический для ИГИЛ по переброске VBIED в провинцию Анбар».  29 августа боевики ИГИЛ убили местного жителя, который убил члена ИГИЛ в рамках давней клановой кровной мести. В ответ сотни жителей выступили против убийства, и начались столкновения, когда ИГИЛ попыталось разогнать демонстрации. 70 жителей были задержаны, а еще 100 были привязаны к уличным фонарям на 24 часа в качестве наказания.
В марте 2016 года несколько бойцов ИГИЛ, базировавшихся в Эр-Рутбе, покинули город и направились в Мосул , где их задержали другие бойцы ИГИЛ. Около 50 дезертиров были публично казнены в Мосуле. Было подсчитано, что силы антиИГИЛской коалиции провели около 50 авиаударов по городу и его окрестностям. Иракские войска вернулись в мае 2016 года , вытеснив ИГИЛ.
ИГИЛ атаковал город 23 октября 2016 года, возможно, для того, чтобы отвлечь иракские силы безопасности, участвовавшие в битве за Мосул . Местный иракский сотрудник службы безопасности заявил, что группа могла бы отбить до половины города.  Сообщалось, что атака была отражена на следующий день, а оставшиеся нападавшие укрылись в двух районах. Сообщалось, что прибыло подкрепление для борьбы с нападавшими, в то время как в городе был введен комендантский час. На следующий день появились противоречивые сообщения о том, что город был полностью или частично захвачен ИГИЛ на следующий день. Иракская армия заявила, что группа контролирует только половину города. Иракская армия заявила на следующий день, что она полностью отбила город у группы.